# Zhao Fengting
Zhao Fengting (chinesisch 赵凤婷, Pinyin Zhào Fèngtíng) ist eine ehemalige chinesische Langstreckenläuferin.
1998 war sie die dritte Läuferin der chinesischen Stafette, die am 28. Februar in Peking mit 2:11:41 Stunden den aktuellen Weltrekord in der Marathonstaffel aufstellte. Zhao lief dabei 5 km in 15:16 min.